# Pterynotus tripterus
Pterynotus tripterus is een slakkensoort uit de familie van de Muricidae. De wetenschappelijke naam van de soort is voor het eerst geldig gepubliceerd in 1778 door Born.